# Gran Premio degli Stati Uniti d'America 1965
Il Gran Premio degli Stati Uniti 1965 fu la nona gara della stagione 1965 del Campionato mondiale di Formula 1, disputata il 3 ottobre sul Circuito di Watkins Glen.
La corsa vide la vittoria di Graham Hill su BRM, seguito dai piloti Brabham-Climax Dan Gurney e Jack Brabham.

## Qualifiche
| Pos | N° | Pilota          | Costruttore         | Scuderia                    | Tempo   | Distacco |
| --- | -- | --------------- | ------------------- | --------------------------- | ------- | -------- |
| 1   | 3  | Graham Hill     | BRM P261            | Owen Racing Organisation    | 1:11.25 | -        |
| 2   | 5  | Jim Clark       | Lotus 33-Climax     | Team Lotus                  | 1:11.35 | +0.10    |
| 3   | 11 | Richie Ginther  | Honda RA272         | Honda R&D Company           | 1:11.40 | +0.15    |
| 4   | 6  | Mike Spence     | Lotus 33-Climax     | Team Lotus                  | 1:11.50 | +0.25    |
| 5   | 2  | Lorenzo Bandini | Ferrari 512         | Scuderia Ferrari SpA SEFAC  | 1:11.73 | +0.48    |
| 6   | 4  | Jackie Stewart  | BRM P261            | Owen Racing Organisation    | 1:11.76 | +0.51    |
| 7   | 7  | Jack Brabham    | Brabham BT11-Climax | Brabham Racing Organisation | 1:12.20 | +0.95    |
| 8   | 8  | Dan Gurney      | Brabham BT11-Climax | Brabham Racing Organisation | 1:12.25 | +1.00    |
| 9   | 9  | Bruce McLaren   | Cooper T77-Climax   | Cooper Car Company          | 1:12.45 | +1.20    |
| 10  | 15 | Jo Bonnier      | Brabham BT7-Climax  | RRC Walker Racing Team      | 1:12.45 | +1.20    |
| 11  | 16 | Jo Siffert      | Brabham BT11-BRM    | RRC Walker Racing Team      | 1:12.50 | +1.25    |
| 12  | 12 | Ronnie Bucknum  | Honda RA272         | Honda R&D Company           | 1:12.70 | +1.45    |
| 13  | 10 | Jochen Rindt    | Cooper T77-Climax   | Cooper Car Company          | 1:12.90 | +1.65    |
| 14  | 24 | Bob Bondurant   | Ferrari 158         | North American Racing Team  | 1:12.90 | +1.65    |
| 15  | 14 | Pedro Rodríguez | Ferrari 512         | North American Racing Team  | 1:13.00 | +1.75    |
| 16  | 21 | Richard Attwood | Lotus 25-BRM        | Reg Parnell Racing          | 1:13.70 | +2.45    |
| 17  | 18 | Moisés Solana   | Lotus 25-Climax     | Team Lotus                  | 1:13.70 | +2.45    |
| 18  | 22 | Innes Ireland   | Lotus 33-BRM        | Reg Parnell Racing          | 1:15.00 | +3.75    |

## Gara
| Pos | N° | Pilota          | Costruttore         | Giri | Tempo/Causa Ritiro | Pos partenza | Punti |
| --- | -- | --------------- | ------------------- | ---- | ------------------ | ------------ | ----- |
| 1   | 3  | Graham Hill     | BRM P261            | 110  | 2:20:36.1          | 1            | 9     |
| 2   | 8  | Dan Gurney      | Brabham BT11-Climax | 110  | +12.5 secondi      | 8            | 6     |
| 3   | 7  | Jack Brabham    | Brabham BT11-Climax | 110  | +57.5 secondi      | 7            | 4     |
| 4   | 2  | Lorenzo Bandini | Ferrari 512         | 109  | +1 Giro            | 5            | 3     |
| 5   | 14 | Pedro Rodríguez | Ferrari 512         | 109  | +1 Giro            | 15           | 2     |
| 6   | 10 | Jochen Rindt    | Cooper T77-Climax   | 108  | +2 Giri            | 13           | 1     |
| 7   | 11 | Richie Ginther  | Honda RA272         | 108  | +2 Giri            | 3            |       |
| 8   | 15 | Jo Bonnier      | Brabham BT7-Climax  | 107  | +3 Giri            | 10           |       |
| 9   | 24 | Bob Bondurant   | Ferrari 158         | 106  | +4 Giri            | 14           |       |
| 10  | 21 | Richard Attwood | Lotus 25-BRM        | 101  | +9 Giri            | 16           |       |
| 11  | 16 | Jo Siffert      | Brabham BT11-BRM    | 99   | +11 Giri           | 11           |       |
| 12  | 18 | Moisés Solana   | Lotus 25-Climax     | 95   | +15 Giri           | 17           |       |
| 13  | 12 | Ronnie Bucknum  | Honda RA272         | 92   | +18 Giri           | 12           |       |
| Rit | 4  | Jackie Stewart  | BRM P261            | 12   | Sospensioni        | 6            |       |
| Rit | 5  | Jim Clark       | Lotus 33-Climax     | 11   | Motore             | 2            |       |
| Rit | 9  | Bruce McLaren   | Cooper T77-Climax   | 11   | Pressione olio     | 9            |       |
| Rit | 6  | Mike Spence     | Lotus 33-Climax     | 9    | Motore             | 4            |       |
| Rit | 22 | Innes Ireland   | Lotus 33-BRM        | 9    | Indisposto         | 18           |       |

## Statistiche

### Piloti
- 10ª vittoria per Graham Hill
- 1º Gran Premio per Bob Bondurant

### Costruttori
- 12° vittoria per la BRM

### Motori
- 12ª vittoria per il motore BRM
- 100° podio per il motore Climax
- 10º giro più veloce per il motore BRM

### Giri al comando
- Graham Hill (1, 5-110)
- Jim Clark (2-4)

## Classifiche Mondiali

### Piloti
| Pos | Pilota          | Punti   |
| --- | --------------- | ------- |
| 1   | Jim Clark       | 54      |
| 2   | Graham Hill     | 40 (47) |
| 3   | Jackie Stewart  | 33 (34) |
| 4   | Dan Gurney      | 19      |
| 5   | John Surtees    | 17      |
| 6   | Lorenzo Bandini | 13      |
| 7   | Bruce McLaren   | 10      |
| 8   | Jack Brabham    | 9       |
| 9   | Mike Spence     | 6       |
| 10  | Denny Hulme     | 5       |
| 11  | Jochen Rindt    | 4       |
| 12  | Richie Ginther  | 2       |
|     | Jo Siffert      | 2       |
|     | Pedro Rodríguez | 2       |
| 14  | Richard Attwood | 1       |

### Costruttori
| Pos | Team           | Punti   |
| --- | -------------- | ------- |
| 1   | Lotus-Climax   | 54      |
| 2   | BRM            | 45 (61) |
| 3   | Ferrari        | 26 (27) |
| 4   | Brabham-Climax | 24 (25) |
| 5   | Cooper-Climax  | 14      |
| 6   | Brabham-BRM    | 2       |
|     | Honda          | 2       |
| 8   | Lotus-BRM      | 1       |